# 特斯拉赛博越野旅行车
，又称或赛博皮卡，是特斯拉公司於2019年發表、2023年11月上市的纯电动轻型商用车。特斯拉公司在发布会上共公布了三个型号，基础款为单电机后轮驱动，续航里程为400km，0至60迈加速时间为6.5秒；性能款双电机全轮驱动版本续航里程为480km，加速时间为4.5秒；最高性能款为三电机全轮驱动续航里程为800km，加速时间为2.9秒。
美国平均日销售的皮卡约为6500辆，特斯拉公司称其研发Cybertruck的动机是为了取代这些燃烧化石燃料的皮卡。
Cybertruck车身使用不锈钢及钛材质。
在2019年的發佈會上稱基础型售价为39,900美元，四驱型售价为49,900美元起。

## 簡介
Cybertruck采用了自调平悬挂系统，可以在不同载重的情况下自我调节。在驱动方面，Cybertruck有后轮驱动和全轮驱动的款式可供选择。除此以外的标准配置包括车载逆变器，拥有110V和220V交流電的插座，不再需要移动小型发电机，也可透過旅充為其他電動車應急充電。
；配备气动工具的空气压缩机。所有型号均搭载特斯拉自动驾驶（Tesla Autopilot），并且在硬件上支持完全自动驾驶。在特斯拉网站预订可以选择增加7000美元升级至完全自动驾驶（Full Self Drive）。
Cybertruck的车身为不鏽鋼材质的防弹外壳，可以阻挡9mm口径子弹的射击。
伊隆·马斯克在采访时称，Cybertruck的密封性强，可以进行机舱增压或作为两栖车辆使用，甚至可以在火星上行驶，但在产品发布会中并未提及。

## 设计

### 参数
Cybertruck所有型号均支持250kW以上的特斯拉超级充电桩，并搭载自动驾驶、自适应空气悬挂和车载120V/220V插座。
汽车车身与其称作底盘，更应该叫做外骨骼。《Motor Trend》注意到多边形的车身是由3毫米厚的301不鏽鋼折叠成的单片式汽车车身，而传统的分离式车架结构中，汽车的曲线车身由冲压成型后安装至底盘。其独特的造型被拿来与毕加索的立体主义、德罗宁汽车公司的DeLorean和克莱斯勒的Airflow作比较。Cybertruck的动力总成系统与Model S或Model X类似，后置驱动使用感应电机，前置驱动使用Model 3类似的永磁电机。
与特斯拉其他型号汽车类似，Cybertruck也为客户提供自定义选项。顾客在预订时可以选择升级为完全自动驾驶。
| 型号           | 续航里程（预估） | 0至60迈加速时间 | 最高速度      | 载重量           | 牵引能力        | 售价(USD) |
| -------------- | ---------------- | --------------- | ------------- | ---------------- | --------------- | --------- |
| 单电机后轮驱动 | 250+英里/400公里 | <6.5秒          | 110英里每小时 | 3,500磅/1500千克 | 7,500+磅/3.1吨  | $39,900   |
| 双电机全轮驱动 | 300+英里/482公里 | <4.5秒          | 120英里每小时 | 3,500磅/1500千克 | 10,000+磅/4.5吨 | $49,900   |
| 三电机全轮驱动 | 500+英里/800公里 | <2.9秒          | 130英里每小时 | 3,500磅/1500千克 | 14,000+磅/6.3吨 | $69,900   |

所有型号均拥有独立存储空间和货仓。存储空间体积为100立方英尺（2.8立方），货舱长为6.5英尺（2.0）。作为一款越野车，车底盘离地16英寸（40），接近角为35度，离去角为28度。特斯拉尚未提供具体马力和车身重量参数，但据估算动力约为775马力，整车重量约为2.72吨。

## 发布会
2019年11月21日，特斯拉发布Cybertruck。发布会中伊隆·马斯克表示车窗的硬度较一般玻璃有了巨大的提升，现场演示拿铁球对玻璃多次实验。随后工作人员在Cybertruck样车的玻璃进行实验，轻抛出的铁球却砸裂了样车的玻璃，工作人员又重新进行测试，最终在后车窗上得到了相同的结果。

## 圖集

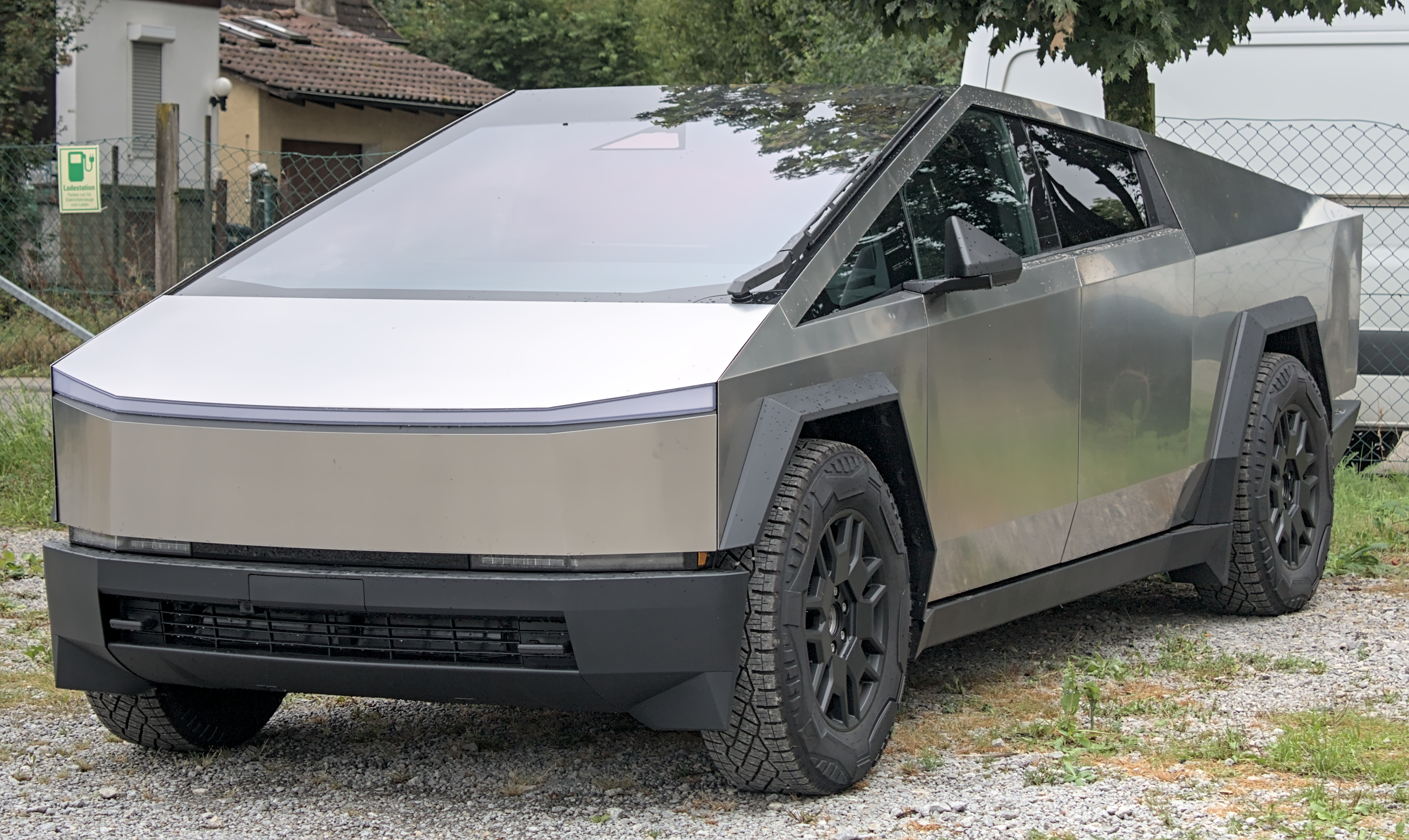
Cybertruck in USA

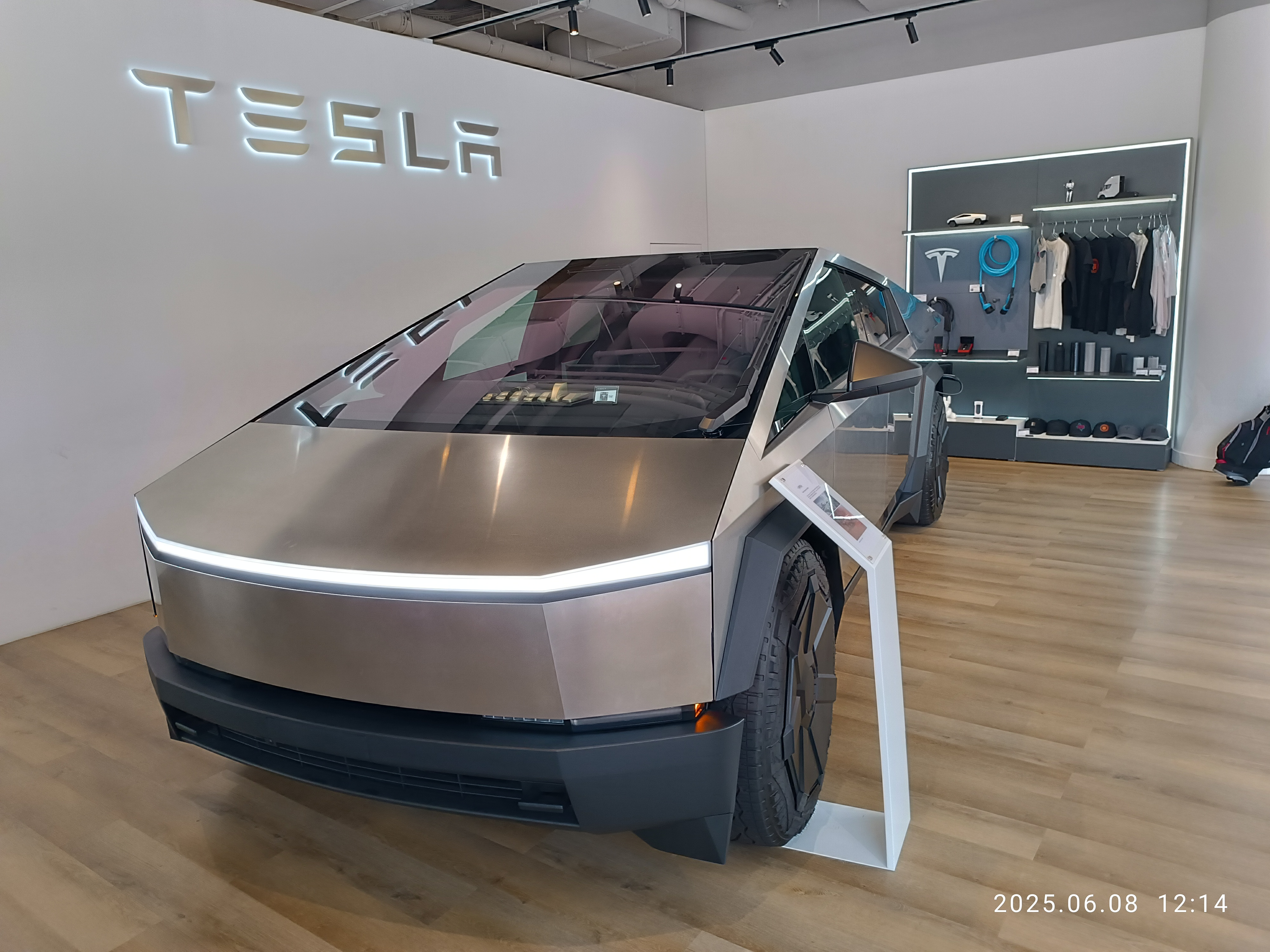
Cybertruck 在香港展覽

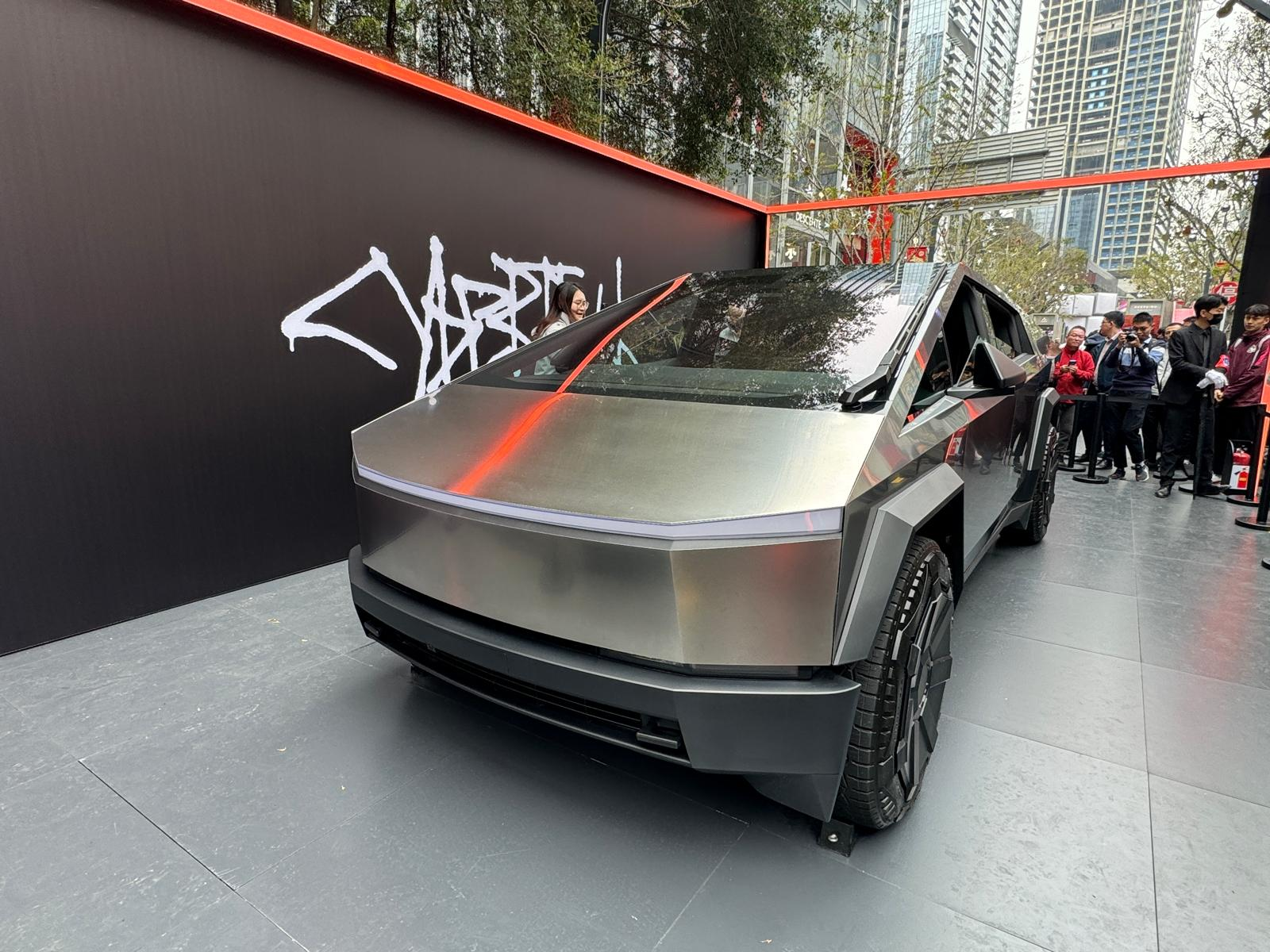
Cybertruck 在深圳展覽

## 流行文化
2023年 Hot Wheels推出了1:64 Tesla Cybertruck 玩具。
2025年Tomica多美推出了Premium No.41 Tesla Cybertruck玩具